# Туркификација
Туркификација, или туркизација (тур. Türkleştirme), трансформација је ентитета или културе у различите историјске туркијске државе или културе, као што је Османско царство. Пошто су се туркијске државе развијале и расле, било је много случајева ове културне промјене, добровољне или насилно.
Мјесно становништво Анадолије, Балкана, Кавказа и Средњег истока које је различитог етничког поријекла, као што су Срби, Албанци, Арапи, Јермени, Асирци, Черкези, Грци, Јевреји, Роми, Словени, Ирански народи као што су Курди, као и Лази из свих дијелова Османског царства и Ирана, били су изложени двојном процесу туркификације и исламификације.
Рани облик туркификације мјесног становништва Анадолије спроведен је за вријеме Селџучког царства, укључујући мјешовите бракове, вјеруско конвертитство, лингвистичке промјене и међуетничке везе, што се данас огледа у доминатној аутохтоној анадолијској генетичкој структури савремених Турака.
Турцизација Анадолије почиње у другој половини 11. века. Прва турска инвазија догодила се 1064. године. Године 1071. Турци су освојили целу Средњу Анадолију. Године 1097. стигли су до обала Егејског мора. Заједнички напори Јермена, Грка и крсташа су их одбацили, али нису могли да их протерају из Централне Анадолије. У почетној фази, турски сточари су чинили само мали део становништва региона, где су мешано живели Грци, Курди, Јермени, Јевреји, Грузијци и Арапи. Али моћна војна организација пружила је Турцима значајну војну, а временом и демографску предност.
Када је Византијско царство изгубило градове, традиционално грчки називи места Анадолије почели су да се туркицизују (Пруса је постала Бурса, Никеја је постала Изник, Никомедија постала Измит) или су потпуно замењена турским неоплазмама.
Султани су у својим харемима активно мешали представнике различитих националности, чија су деца била приморана да комуницирају на турском језику, што значи да су одрасли Турци. Исто се односило и на дечаке девширме.

## Посебности
Потурчење није праћено променом физичког типа, што је било резултат културних, а не брачних контаката. Замена локалних језика турским језицима било је постепено: прво су они асимиловани постали двојезични, а затим и потпуно турски. Започето турчење није увек било успешно. Често су различити спољни фактори спречавали њен завршетак. Тако су у почетној фази своје историје мађарска племена била у интензивном контакту са турским, али је сеоба Мађара у Европу крајем 10. века прекинула ове контакте. Романизација и бугаризација лишили су Добруџу већине некадашње турске компоненте.
Познија отоманска власт настојала је да створи „језгро идентитета са једном турском религијом, језиком, историјом, традицијом, културом и скупом обичаја“, замењујући раније отоманске традиције које нису тежиле да асимилирају различите религије или етничке групе. Османско царство је имало етнички разнолико становништво које је укључивало Турке, Арапе, Албанце, Србе, Грке, Персијанце, Бугаре, Јермене, Курде, Зазе, Черкезе, Асирце, Јевреје и Лазе. Турски националисти су тврдили да су само Турци лојални држави. Идеолошка подршка турцизацији није била распрострањена у Османском царству.
Један од његових главних присталица био је социолог и политички активиста Зија Гокалп који је веровао да модерна држава мора постати хомогена у смислу културе, вере и националног идентитета. Овакву концепцију националног идентитета појачало је његово веровање у примат турског, као уједињујуће врлине. Као део овог концепта, било је неопходно очистити са територија државе оне националне групе које би могле да угрозе интегритет модерне турске националне државе.18. члан Османског устава из 1876. прогласио је турски једини службени језик и да само људи који говоре турски могу бити запослени у власти.
Након што су Младотурци преузели власт 1909. године, политика турцификације добила је неколико нових слојева и настојало се да се турски језик наметне у администрацији, судовима и образовању у крајевима где је становништво било већинско арапско. Други циљ је био да се олабаве везе између Турака у Царству и етнички нетурског становништва кроз напоре да се турски језик очисти од арапских утицаја. У овој националистичкој визији турског идентитета, језик је био врховни, а религија потиснута у подређену улогу. Арапи су одговорили тврдњом о супериорности арапског језика, описујући турски као „мешани“ језик који је у великој мери позајмио елементе персијског и арапског језика. Политиком турцификације младотурска власт је потиснула арапски језик. Ангажовани су турски учитељи да замене професоре арапског у школама. Османска поштанска служба се водила на турском језику.
Они који су подржавали потурчење били су оптужени да наносе штету исламу. Рашид Рида је био заговорник који је подржавао арапски против турског. Чак и пре Младотурске револуције 1908. године, сиријски реформатор Тахрир ал-Јазаири је убедио Мидхат-пашу да усвоји арапски као званични језик наставе у државним школама. Језик наставе је промењен у турски тек 1885. под султаном Абдул Хамидом. Иако су писци као што је Ернест Даун приметили да су темељи друге уставне ере „арабизам“ претходили 1908. години, преовлађујуће мишљење и даље је да се арапски национализам појавио као одговор на политику потурчења Отоманског царства.
Европски критичари који су оптуживали ЦУП да лишава не-Турке њихових права кроз потурчење видели су Турке, Османлије и муслимане као синониме, и веровали су да младотурски „османизам“ представља претњу за отоманске хришћане. Британски амбасадор Џерард Лоутер рекао је да је то као „ударање нетурских елемената у турски минобацач“, док се други савремени европски извор жалио да ће план ЦУП-а свести „различите расе и регионе царства на један мртви ниво турске униформности. " Рифа'ат 'Али Абоу-Ел-Хај је написао да су "неки османски културни елементи и исламски елементи напуштени у корист турцизма, моћнијег средства заснованог на етничком идентитету и зависног од национализма заснованог на језику".
Младотурска влада покренула је низ иницијатива које су укључивале присилну асимилацију. Угур Унгор пише да су „муслимански Курди и Јевреји Сефарди сматрани мало више „потурченијим“ од других“, напомињући да су многе од ових политика „социјалног инжењеринга“ из националистичке ере одржавале прогон „са мало обзира на прокламовану и стварну лојалност“. Ова политика је кулминирала геноцидом над Јерменима и Асирцима.
Током Првог светског рата, отоманска влада је успоставила сиротишта широм царства која су укључивала јерменску, курдску и турску децу. Јерменска сирочад добијала су арапска и турска имена. Године 1916. почела је кампања турцификације у којој су цела курдска племена требало да буду пресељена у областима у којима није требало да прелазе више од 10% локалног становништва. Талат-паша је наредио да се Курди из источних области преселе у западне области. Такође је тражио информације о томе да ли су се Курди потурчили у својим новим насељима и да ли су се слагали са својим турским становништвом. Поред тога, некурдски имигранти из Грчке, Албаније, Босне и Бугарске требало је да буду насељени у провинцији Дијарбакир, где су депортовани Курди раније живели. До октобра 1918. године, када се османска војска повлачила из Либана, отац Сарлоут је послао турску и курдску сирочад у Дамаск, док је јерменску сирочад задржао у Антури. Он је започео процес поништења процеса потурчења тако што је јерменска сирочад присјетила своја првобитна имена. Разни научници верују да најмање два милиона Турака има бар једног јерменског бабу и деду.
Око 1,5 милиона отоманских Грка остало је у Османском царству након губитака од 550.000 током Првог светског рата. Скоро свих, 1.250.000, осим оних у Цариграду, побегло је пре или је било принуђено да оде у Грчку 1923. године у оквиру размене становништва коју је одредило Друштво народа после грчко-турског рата (1919–1922). Језичка турцификација говорника грчког у Анадолији у 19. веку је добро документована.  Од 1,2 милиона пре рата остало је мање од 300.000 Јермена; мање од 100.000 од 400.000 Асираца.

## Модерна Турска
Након што је велики пожар у Солуну 1917. раселио многе Солунске Јевреје и спаљивање Смирне, обнова ових места од стране пост-османских турских и грчких националних држава опустошила је и избрисала прошлост нетурских (и нехеленистичких) насеља. Према историчару Талину Суцијану, за немуслимане у Републици Турској, турцификација је резултирала „деидентификацијама, у којој особа губи све референце на своје баке и деде, социјализацију, културу и историју, али не може у потпуности да постане део друштва, културе и политика наметнутог система“. И даље постоји државно организована дискриминација, као што је вођење досијеа грађана немуслиманског порекла.

## Галерија
- Извештај о потурченим Србима из околине Скопља 1910. године

## Повезано
- Потурица